# ダールスランド地方
ダールスランド地方（ダールスランドちほう、Dalsland [ˈdɑ̌ːlsland]）はスウェーデン南部イェータランドの地方の1つ。